# Anomalosa
Anomalosa is een geslacht van spinnen uit de familie wolfspinnen (Lycosidae).

## Soorten
De volgende soorten zijn bij het geslacht ingedeeld:
- Anomalosa kochi (Simon, 1898)
- Anomalosa oz Framenau, 2006